# Тилігульський пересип
Тилігу́льський пере́сип — орнітологічний заказник місцевого значення в Україні. Розташований у Одеському районі Одеської області, на землях Южненської міської громади.
Площа заказника — 390 га. Заказник створено згідно з рішенням облвиконкому від 03.12.1983 року № 682, перезатверджено рішенням облвиконкому від 02.10.1984 року № 493, та рішенням облвиконкому від 01.10.1993 року № 496-ХХІ. Перебуває у віданні Регіонального ландшафтного парку «Тилігульський».
Заказник охоплює пересип Тилігульського лиману та прилеглу акваторію лиману та моря. Заказник входить до складу Тилігульського регіонального ландшафтного парку.
Територія пересипу частково заболочена та являє собою сукупність невеликих озер, острівців, боліт і заростей очерету, що є ідеальним місцем для гніздування багатьох видів птахів. Територія заказника є багаторічним місцем сезонних концентрацій, гніздування та міграцій близько 70 % видів птахів України. Також на території трапляються види птахів та рослин, занесені до Червоної книги України. Водяться малий баклан, кулик-довгоніг, морський зуйок (20—80 пар), кулик-сорока, косар, коровайка (200 пар), жовта чапля тощо. На території заказника зимує частина європейської популяції великої білої чаплі.
Згідно з даними екологічного обстеження 2003 року заказник перебуває у задовільному стані.
Останнім часом на території заказника здійснюється незаконний видобуток піску, що призводить до зменшення площі суходолу та очеретяних заростей.